# Q Sharp
Правильна назва цієї сторінки — Q#, але її не можна використовувати через технічні обмеження.
Q# (читається як Q sharp) — це предметно-орієнтована мова програмування, яка застосовується для запису квантових алгоритмів. Вона уперше оприлюднена компанією Microsoft як частина Набору інструментів для квантової розробки (Quantum Development Kit).

## Історія
Під час конференції Ignite, яка відбулася 26 вересня 2017 року, Microsoft оголосила, що вона планує випустити нову мову програмування, спеціалізовану для використання у квантових компʼютерах. 11 грудня 2017 року Microsoft випустила Q# у складі Quantum Development Kit.

## Використання
Q# є доступним лише у вигляді окремо звантажуваного розширення до Visual Studio. Набір Quantum Development Kit постачається у наборі з квантовим симулятором, який здатен виконувати програми, написані на Q#. Для активізації ж квантового симулятора треба використовувати «оболонкову» програму на будь-якій іншій мові програмування сімейства .NET .

## Можливості
Основною можливістю Q# є здатність створювати кубіти і використовувати їх в алгоритмах. Як наслідок, однією з найцікавіших можливостей мови Q# є здатність сплутувати та створювати суперпозицію кубітів за допомогою вентилів контрольованого заперечення та вентилів Адамара, відповідно.
У мові Q# кубіти виконані у вигляді  топологічних кубітів.
Квантовий симулятор, який постачається у Quantum Development Kit, здатний створювати до 32 кубітів на локальній машині або 40 кубітів на Azure.

## Синтаксис
Q# синтаксично схожий на C#, щоправда має деякі суттєві відмінності.

### Спільні риси
- Використовує namespace для ізоляції коду
- Усі інструкції закінчуються символом ;
- Фігурні дужки використовуються для межі видимості інструкцій
- Однорядкові коментарі робляться за допомогою //
- Типи даних, такі як  int double string та bool.

### Розбіжності
- Змінні декларуються за допомогою let або mutable
- Функції декларуються за допомогою  operation або function
- Відсутні багаторядкові коментарі